# 佐藤金三郎
佐藤 金三郎（さとう きんさぶろう、1927年3月4日 - 1989年1月19日）は、日本のマルクス経済学者。元横浜国立大学教授。高島善哉ゼミ出身で、専門は『資本論』形成史。

## 略歴
- 1927年 東京都生まれ。
- 1951年 東京商科大学（現在の一橋大学）卒業。
- 1952年 大阪市立大学経済学部助手。講師、助教授を経て、
- 1970年 大阪市立大学教授。
- 1976年 横浜国立大学教授。
- 1989年 1月19日の朝、大学へ向かおうと自宅を出た直後、心筋梗塞のため路上に倒れ、帰らぬ人となった。

## 人物
- 1969年12月から1970年3月にオランダ・アムステルダムの社会史国際研究所を訪問し、マルクス・エンゲルスの遺稿の調査を行った[2]。「マルクスの手稿の解読を行った最初の日本人」[3]だとされる。マルクスの草稿とエンゲルス編集の現行版『資本論』との異同を初めて明らかにし、当時の学界に衝撃を与えた[2]。佐藤が草稿を写し取ったノートは関係者の間で「アムステルダム・ノート」と呼ばれている[2]。
- 伊東光晴（近代経済学者）は、東京商科大学予科以来の友人で共に杉本栄一の門下生。『マルクス遺稿物語』は、佐藤が亡くなって未完になった連載を伊東が加筆して刊行された本である[4]。
- ゼミ生に國廣喜和武（元ポッカサッポロフード＆ビバレッジ社長）など[5]。

## 著書
単著
- 『『資本論』と宇野経済学』新評論、1968年
- 『マルクス遺稿物語』岩波新書、1989年
- 『『資本論』研究序説』岩波書店、1992年

共著
- 『経済学のすすめ』伊東光晴共著　筑摩書房、1968年
- 『人類の知的遺産50 マルクス』都留重人[編]著、佐藤執筆第Ⅱ部「マルクスの生涯」（第Ⅰ部 都留「マルクスの現代的意義」第Ⅲ部 高須賀義博・島田稔夫「マルクスの著作」第Ⅳ部 高須賀善博「マルクス以後のマルクス思想」）、講談社、1982年
- 『シンポジウム『資本論』成立史――佐藤金三郎氏を囲んで』高須賀義博編　新評論、1989年

編著
- 『マルクス経済学』杉原四郎共編　有斐閣双書、1966年
- 『資本論物語――マルクス経済学の原点をさぐる』杉原四郎共編　有斐閣ブックス、1975年、新版1979年
- 『資本論を学ぶ』1-5 岡崎栄松・降旗節雄・山口重克共編　有斐閣選書、1977年
- 『マルクス経済学』青林書院新社、1980年
- 『資本論体系 1 資本論体系の成立』服部文男共編、有斐閣、2000年（1983年マルクス没後百年を記念して企画された『資本論体系』（全10巻）の第1巻。編者の一人佐藤金三郎の急死により刊行が大幅に遅れたが、他の編者服部文男の努力でともかく出版され、『体系』の完結を見た。杉原四郎による書評［『経済』2001.8］は本書の要点を委曲を尽くして説明している）
- 『現代資本主義分析 全14冊』置塩信雄・高須賀義博・本間要一郎共編（佐藤自身の最終巻[第14巻]「現代資本主義分析と『資本論』」を含む最後の3冊が刊行されないまま、未完結に終わった）、岩波書店、1980.12ー

訳書
- 『反ケインズ論』ジョン・イートン著、杉本俊朗共訳　新評論社、1952年
- 『独占』S・アーロノヴィッチ著、高木秀玄共訳　理論社、1957年
- 『不滅の資本論』ウローエヴァ著　大月書店、1975年
- 『写真集／マルクスとエンゲルス』カール＝マルクス＝ハウス編、佐藤金三郎監訳、竹永進訳、新評論、1983年

エッセー・事典項目執筆 他
- 「プラン問題」「マルクス」「マルクス主義経済学 Ⅰ《資本論》の成立 Ⅱ《資本論》の論理構造 Ⅲ総括」「利潤率の傾向的低下の法則」大阪市立大学経済研究所編『経済学辞典』、岩波書店、1965年（『経済学辞典』第2版[1979年]：「プラン問題」「マルクス」「マルクス主義経済学 Ⅰ《資本論》の成立」Ⅱ《資本論》の意義」「利潤率の傾向的低下の法則」、『経済学辞典』第3版[1992年]：「プラン問題」「マルクス」「マルクス経済学 Ⅰ《資本論》の成立 Ⅱ《資本論》の意義」）
- 「経済学と経済学学」『経済セミナー』日本評論社、1966.4
- 「『資本論』と『帝国主義論』」（未完）『思想』岩波書店、1967.5（特集『資本論』と『帝国主義論』、『『資本論』と宇野経済学』［新評論 1968年］に所収）
- 「アムステルダムだより――IISGとマルクス・エンゲルス遺稿をめぐって――」『思想』岩波書店、1970.10（アムステルダムに滞在中、日本にいる杉原四郎に宛てた手紙から構成されている。IISG［社会史国際研究所］において『資本論』草稿に向きあう著者の絶望・歓喜・苦闘が伝わってくる）
- 「経済学批判体系」経済学辞典編集委員会編『経済学辞典』、大月書店、1979年
- 未刊の書「現代資本主義分析と『資本論』」の佐藤氏自身による執筆プラン（『現代資本主義分析 全14冊』刊行パンフレット、岩波書店、1980年11月）：「『経済学批判』の序言によれば、マルクスははじめ、ブルジョア経済学の体制を「資本・土地所有・賃労働、国家・外国貿易・世界市場」という順序で考察する予定であった。この著作プラン―「経済学批判」体系プラン―と『資本論』とは、いったいどのような関係にあるのか。これはいわゆる「プラン問題」として古くから議論されてきた問題である。近年における『資本論』草稿のあいつぐ公刊は、ふたたび内外でこの問題への関心を増大させつつある。しかし、「プラン問題」は、けっして単なる文献学上の問題ではなく、すぐれて方法論的な問題である。歴史的形成体としての資本主義を理論的にどのようにして分析するのか。『資本論』は、それに対するマルクスのひとつの解答を示すものであった。レーニン『帝国主義論』、および、その延長としての国家独占資本主義論の理論的有効性が吟味されている今日、いま一度、「経済学批判」の原点に立ち戻り、現代資本主義分析における『資本論』の意義とその具体化の方途について考察する。1章＝マルクス経済学と現代資本主義分析―日本の場合、2章＝マルクス経済学と現代資本主義分析―西ドイツの場合、3章＝「経済学批判」体系と現代資本主義分析」
- 「人間マルクスーその愛と闘いの生涯」『朝日ジャーナル』1983.3.4
- 「『資本論』の成立」経済理論学会編『マルクス没後100年 「資本論」の現代的意義』所収、青木書店、1984年
- 「現代に生きつづけるマルクス理論」『経済セミナー』日本評論社、1985.4
- 「『資本論入門』を読みはじめたころ」『河上肇全集 月報31 続3巻』、岩波書店、1985.4
- 「『必然性の国』と『自由の国』」『理想』1985.4